# Sete Dias de Agonia
Sete Dias de Agonia é um filme brasileiro de 1982, escrito e dirigido por Denoy de Oliveira. O filme é baseado no conto "Encalhe dos 300", de Domingos Pellegrini.
Luiz Serra, Eduardo Abbas, Liana Duval, Maracy Mello, Ênio Gonçalves e Ruthinéa de Moraes estão no elenco principal.

## Sinopse
Numa estrada enlameada, em dia de chuva torrencial, os veículos atolam um após o outro, totalizando trezentos, e seus ocupantes buscam sair do atoleiro: a carga de Zezinho é de sorvetes, um fazendeiro conduz um cavalo para cruzamento, uma kombi com freiras fica retida entre caminhões, um ônibus lotado de retirantes não consegue passagem. Com o passar dos dias chuvosos, ninguém consegue escapar.

## Elenco
- Luiz Serra como Zelão[1]
- Eduardo Abbas como Betão[1]
- Maracy Mello como Irmã Cristina[1]
- Ruthinéa de Moraes como Lurdes[1]
- Liana Duval como Verta[1]
- Ênio Gonçalves como Grilo[1]
- Dirce Militello como Irmã Imaculada[1]

## Prêmios e Indicações
| Ano  | Premiação                     | Categoria                | Recipiente         | Resultado | Ref.  |
| ---- | ----------------------------- | ------------------------ | ------------------ | --------- | ----- |
| 1982 | Festival de Cinema de Gramado | Melhor Atriz Coadjuvante | Ruthinéa de Moraes | Venceu    | [ 2 ] |
| 1982 | Festival de Cinema de Gramado | Melhor Filme             | Denoy de Oliveira  | Indicado  | [ 2 ] |
| 1983 | Prêmio Governador do Estado   | Melhor Filme             | Denoy de Oliveira  | Venceu    | [ 1 ] |

## Ligações Externas
- Sete Dias de Agonia. no IMDb.